# Complexum monodi
Complexum monodi is een zachte koraalsoort uit de familie Alcyoniidae. De wetenschappelijke naam werd in 1955 gepubliceerd door Tixier-Durivault. 